# دارودسته‌های نیویورکی (فیلم ۱۹۳۸)
دار و دسته‌های نیویورکی (انگلیسی: Gangs of New York) فیلمی در ژانر درام و جنایی به کارگردانی جیمز کروز است که در سال ۱۹۳۸ منتشر شد.